# 李紹文
李绍文（9世纪—926年），本名张从楚，郓州（今山东省东平县）人，五代十国后唐将领。
张从楚年轻时事奉朱瑄为帐下，朱瑄败，归附梁太祖朱温，为四镇牙校，管理诸军。天祐八年（911年），跟随王景仁作战，柏乡之战战败，张从楚与别将曹儒收残众，退保相州。晋王李存勗率领晋军攻魏州，张从楚率军自黎阳将渡黄河。当时后梁大恐，河中无舟，张从楚怕被晋军攻所逼，剽掠黎阳、临河、内黄至魏州，归降晋王。晋王赐他姓名李绍文，分其两将三千人为左右匡霸军旅，令李绍文、曹儒分别统率。李绍文跟随周德威讨刘守光，进升为检校司空，移将匡卫军。天祐十二年（915年），授为博州刺史，在故元城击败刘鄩，历任贝州、隰州、代州三州刺史，领天雄军马步副都将，屯守德胜。跟随阎宝讨张文礼，为马步军都虞候。李嗣源收郓州，以李绍文为右都押衙、马步军都将，参与在中都击败王彦章。同光年间，历徐州武宁军节度使、滑州义成军节度使二镇节度副使，知府事。同光三年（925年），跟随从郭崇韬讨前蜀，为洋州节度留后，领镇江军节度使。唐明宗天成初年，为武信军节度使，在武信军节度任上去世。

## 延伸阅读
[在维基数据编辑]
 《舊五代史·卷59》，出自薛居正《舊五代史》